# Liste der Bodendenkmäler in Neunkirchen am Brand
Auf dieser Seite sind die Bodendenkmäler in dem oberfränkischen Markt Neunkirchen am Brand zusammengestellt. Diese Tabelle ist eine Teilliste der Liste der Bodendenkmäler in Bayern. Grundlage ist die Bayerische Denkmalliste, die auf Basis des Bayerischen Denkmalschutzgesetzes vom 1. Oktober 1973 erstmals erstellt wurde und seither durch das Bayerische Landesamt für Denkmalpflege geführt wird. Die folgenden Angaben ersetzen nicht die rechtsverbindliche Auskunft der Denkmalschutzbehörde.

## Bodendenkmäler in Neunkirchen am Brand
| Lage       | Objekt | Akten-Nr.     | Bild |
| ---------- | --- | ------------- | ---- |
| (Standort) | Siedlung vorgeschichtlicher Zeitstellung | D-4-6332-0016 |      |
| (Standort) | Siedlung vorgeschichtlicher Zeitstellung | D-4-6332-0018 |      |
| (Standort) | Vermutlich Freilandstation des Mesolithikums | D-4-6332-0065 |      |
| (Standort) | Vermutlich Freilandstation des Mesolithikums | D-4-6332-0070 |      |
| (Standort) | Vermutlich Freilandstation des Mesolithikums | D-4-6332-0071 |      |
| (Standort) | Freilandstation des Mesolithikums | D-4-6332-0072 |      |
| (Standort) | Siedlung vorgeschichtlicher Zeitstellung | D-4-6332-0077 |      |
| (Standort) | Siedlung vorgeschichtlicher Zeitstellung | D-4-6332-0078 |      |
| (Standort) | Vermutlich Freilandstation des Mesolithikums sowie Siedlung des Neolithikums | D-4-6332-0080 |      |
| (Standort) | Siedlung der Urnenfelderzeit | D-4-6332-0081 |      |
| (Standort) | Siedlung der Urnenfelderzeit und der frühen Latènezeit | D-4-6332-0086 |      |
| (Standort) | Vermutlich Freilandstation des Mesolithikums | D-4-6332-0087 |      |
| (Standort) | Siedlung der Urnenfelderzeit und der Hallstattzeit | D-4-6332-0088 |      |
| (Standort) | Siedlung der Urnenfelderzeit und der Spätlatènezeit sowie vermutlich Wüstung „Wieseckelhof“ des späten Mittelalters und der frühen Neuzeit | D-4-6332-0090 |      |
| (Standort) | Siedlung vorgeschichtlicher Zeitstellung | D-4-6332-0091 |      |
| (Standort) | Siedlung vorgeschichtlicher Zeitstellung | D-4-6332-0092 |      |
| (Standort) | Siedlung vorgeschichtlicher Zeitstellung | D-4-6332-0093 |      |
| (Standort) | Siedlung vorgeschichtlicher Zeitstellung | D-4-6332-0095 |      |
| (Standort) | Siedlung vorgeschichtlicher Zeitstellung | D-4-6332-0097 |      |
| (Standort) | Siedlung vorgeschichtlicher Zeitstellung | D-4-6332-0098 |      |
| (Standort) | Siedlung vorgeschichtlicher Zeitstellung | D-4-6332-0099 |      |
| (Standort) | Siedlung vorgeschichtlicher Zeitstellung | D-4-6332-0100 |      |
| (Standort) | Siedlung vorgeschichtlicher Zeitstellung | D-4-6332-0105 |      |
| (Standort) | Vorgeschichtliche Lesefunde | D-4-6332-0106 |      |
| (Standort) | Siedlung vorgeschichtlicher Zeitstellung | D-4-6332-0107 |      |
| (Standort) | Siedlung vorgeschichtlicher Zeitstellung | D-4-6332-0108 |      |
| (Standort) | Siedlung vorgeschichtlicher Zeitstellung | D-4-6332-0111 |      |
| (Standort) | Siedlung vorgeschichtlicher Zeitstellung | D-4-6332-0112 |      |
| (Standort) | Siedlung vorgeschichtlicher Zeitstellung | D-4-6332-0115 |      |
| (Standort) | Siedlung des Neolithikums | D-4-6332-0130 |      |
| (Standort) | Siedlung der späten Latènezeit | D-4-6332-0133 |      |
| (Standort) | Siedlung vorgeschichtlicher Zeitstellung | D-4-6332-0208 |      |
| (Standort) | Untertägige Bauteile der frühneuzeitlichen Kapelle und Fundamente eines spätmittelalterlichen Vorgängerbaus. | D-4-6332-0210 |      |
| (Standort) | Untertägige Bauteile der spätmittelalterlichen Katharinenkapelle in Neunkirchen am Brand | D-4-6332-0211 |      |
| (Standort) | Untertägige Bauteile der spätmittelalterlichen bis frühneuzeitlichen ehemaligen Stiftskirche des Augustiner-Chorherren-Stifts in Neunkirchen am Brand, heute Kath. Pfarrkirche St. Michael, Fundamente eines hochmittelalterlichen Vorgängerbaus sowie eines südlich anschließenden, spätmittelalterlichen Kreuzgangs und Körpergräber des Mittelalters und der frühen Neuzeit | D-4-6332-0212 |      |
| (Standort) | Untertägige Bauteile bestehender Konvents- und Wirtschaftsbauten, Fundamente abgegangener Gebäude und der ehemaligen Klosterbefestigung des spätmittelalterlichen bis frühneuzeitlichen Augustiner-Chorherren-Stifts in Neunkirchen am Brand sowie hochmittelalterliche Vorgängerbebauung                                                                                      | D-4-6332-0213 |      |
| (Standort) | Untertägige Bauteile bestehender Abschnitte und Fundamente abgegangener Partien der frühneuzeitlichen Stadtbefestigung von Neunkirchen am Brand | D-4-6332-0214 |      |
| (Standort) | Untertägige Siedlungsteile des hohen und späten Mittelalters sowie der frühen Neuzeit im Bereich von Neunkirchen am Brand | D-4-6332-0215 |      |
| (Standort) | Urnenfelderzeitliches Brandgräberfeld | D-4-6332-0216 |      |
| (Standort) | Vermutlich Gräberfeld der späten Hallstatt- und frühen Latènezeit | D-4-6332-0218 |      |
| (Standort) | Vermutlich Freilandstation des Mesolithikums und Siedlung vorgeschichtlicher Zeitstellung | D-4-6332-0219 |      |
| (Standort) | Vermutlich Freilandstation des Mesolithikums | D-4-6332-0220 |      |
| (Standort) | Siedlung vorgeschichtlicher Zeitstellung | D-4-6332-0221 |      |
| (Standort) | Siedlung der späten Urnenfelderzeit und Wüstung des späten Mittelalters | D-4-6332-0224 |      |
| (Standort) | Siedlung vor- und frühgeschichtlicher Zeitstellung | D-4-6332-0225 |      |
| (Standort) | Körpergräber vermutlich der frühen Neuzeit, wohl um 1800 | D-4-6332-0248 |      |
| (Standort) | Freilandstation des Mesolithikums | D-4-6332-0252 |      |
| (Standort) | Freilandstation des Mesolithikums | D-4-6332-0253 |      |
| (Standort) | Siedlung der späten Hallstatt- und frühen Latènezeit | D-4-6333-0083 |      |
| (Standort) | Vermutlich spätpaläolithischer Schlagplatz und Freilandstation des Mesolithikums | D-4-6333-0084 |      |
| (Standort) | Höhensiedlung der Urnenfelder- und Hallstattzeit, Ringwallanlage der frühen Latènezeit und frühmittelalterlicher Ringwall | D-4-6333-0085 |      |
| (Standort) | Siedlung vorgeschichtlicher Zeitstellung | D-4-6333-0092 |      |
| (Standort) | Archäologische Befunde im Bereich der ehemaligen Synagoge des 19. Jahrhunderts von Ermreuth sowie des Vorgängerbaus aus dem 18. Jahrhundert | D-4-6333-0263 |      |
| (Standort) | Archäologische Befunde im Bereich der spätmittelalterlichen bis frühneuzeitlichen Evang.-Luth. Pfarrkirche St. Peter und Paul von Ermreuth | D-4-6333-0264 |      |
| (Standort) | Archäologische Befunde von mittelalterlichen Vorgängeranlagenbauten sowie untertägige Teile des frühneuzeitlichen Schlosses von Ermreuth | D-4-6333-0265 |      |